# Ментальные факторы (буддизм)
Ментальные факторы, психические факторы (санскр. caitasika, chitta samskara; пали cetasika) — категории в буддизме, которые определены в учениях абхидхаммы как аспекты ума, воспринимающие качество объекта и обладающие способностью окрашивать ум. В абхидхамме умственные факторы классифицируются как мгновенные формирования (санскр. samskara), сопровождающие ум (санскр. citta). Альтернативные переводы включают «психические состояния», «психические события» и «сопутствующие состояния сознания».

## Введение
Согласно буддийской абхидхамме существует два уровня истины, относительный и абсолютный (саммути-сачча и параматтха-сачча). Анализ дхамм проводится на уровне параматтха-саччи. Всё сущее относится к четырём параматха-дхаммам, неизменяемым реальностям. Это:
- читта — сознание, ум;
- рупа  — материальные элементы;
- четасика — элементы сознания;
- ниббана.

Читта и четасика представляют собой ментальные феномены. Четасика означает «принадлежащий уму» (пали ceto). Это ментальный фактор, который сопровождает ум (пали citta) и воспринимает объект. Вместе с рупой они являются санкхара-дхаммами, обусловленными дхаммами, которые не возникают сами по себе. Ниббана — это асанкхата дхамма, надмирская необусловленная дхамма, локуттара читта. То, что мы обычно называем «личностью», в абсолютном смысле является лишь постоянно возникающими и исчезающими читтой, четасикой и рупой. Читта и четасика — это нама, реальности, которые могут что-то переживать, тогда как рупа ничего не переживает.
В комментарии к «Дхаммасангани», созданному Буддхагошей («Аттхасалини», «Толкователь»), отношения между умом и ментальными факторами уподоблены отношениям короля (ум), который пассивно сидит на троне, и его министров (умственные факторы). Современная метафора сравнивает ум с экраном в кинотеатре, а умственные факторы с изображениями, проецируемыми на экран. В этой аналогии мы обычно не замечаем экран, потому что слишком увлечены изображениями. Бхикку Бодхи подчёркивает, что для Абхидхаммы характерен разбор кажущегося непрерывным потока сознания на последовательность отдельных мгновенных когнитивных событий (читты, сознания), представляющих собой сложный элемент, объединяющий сознание, как основу осознания объекта, и набор ментальных факторов, имеющих более специфические функции в процессе познания. Например, в Сутта-питаке опыт анализируется по пяти формациям, из которых четыре всегда соединены.

## Списки психических факторов
В буддизме существует множество различных систем абхидхармы (учения, которое систематично, непротиворечиво и абстрактно описывает мироустройство), и каждая система имеет свой собственный список наиболее значимых психических факторов. Эти списки различаются как по количеству ментальных факторов, так и по их определениям. Они не считаются исчерпывающими; скорее в них представлены важные категории и психические факторы, которые полезно изучить, чтобы понять, как функционирует ум.
Некоторые из основных комментариев к системам Абхидхармы, которые изучаются сегодня, включают:
- «Абхидхамматха-сангаха» Ачарьи Ануруддхи — тхеравадинский комментарий (52 ментальных фактора).
- «Аттхасалини[англ.]» Буддхагхоши — тхеравадинский комментарий (52 ментальным фактора).
- «Абхидхармакоша» Васубандху — сарвастивадинский комментарий (изучается в школах махаяны, 46 ментальных факторов).
- «Абхидхарма-самуччая[англ.]» Асанги — комментарий традиции Йогачара (изучается в школах Махаяны, 51 ментальный фактор).
- Сокровенное Ядро Темы знаний (mDzod-phug) Шенраб Миво[англ.] — тибетский бон комментарий (51 фактор).

## Традиция стхавиравады сарвастивады
В «Махавибхаше» и «Абхидхармакоше» перечислены 46 ментальных факторов.

### Десять ментальных факторов
Десять махабхумика дзарм (санскр. mahābhūmika dharmas), присущих всем сознаниям:
- ведана — чувство;
- санджня — восприятие;
- четана — намерение;
- спарша — контакт;
- чханда — желание (действовать);
- праджня — мудрость;
- сати — внимательность;
- манасикара — внимание;
- адхимокша — решение;
- самадхи — умственное сосредоточение. также называется экагатта, однонаправленность.

### Десять благотворных ментальных факторов
Десять кушала махабхумика дхарм сопровождают благотворное сознание (кушала читта):
- шраддха — вера;
- вирья — энергия;
- хри — стыд при совершении зла;
- апатрапья — приличия, забота о последствиях;
- алобха — непривязанность;
- адвена — ненападение;
- прашрабдхи — спокойствие;
- упекша — невозмутимость;
- аппамада — сознательность;
- ахимса — непричинение вреда.

### Шесть неблаготворных ментальных факторов
Шесть клеша махабхумика дхарм, сопровождающих клеши:
- моха —  заблуждение;
- прамада —  невнимательность, беспечность, безразличие;
- каушидийа —  лень, праздность;
- ашраддхийа —  недостаток веры, недостаток доверия;
- стьяна —  вялость, мрачность;
- ауддхатийя —  возбуждение, неистовство.

## Абхидхамма традиции тхеравада
В рамках абхидхаммы традиции тхеравада «Абхидхамматтха-сангаха» перечисляет пятьдесят два умственных фактора.

### Семь универсальных ментальных факторов
Семь универсальных ментальных факторов (саббачиттасадхарана четасика) являются общими (садхарана) для всего сознания (sabbacitta, саббачитта). Бхиккху Бодхи утверждает: «Эти факторы выполняют самые рудиментарные и важные когнитивные функции, без которых осознание объекта было бы совершенно невозможно».
К ним относятся:
- пхасса — контакт;
- ведана — чувство;
- сання — восприятие;
- четана — воля;
- экаггата — однонаправленность;
- дживитиндрия — способность к жизни;
- манасикара — внимание.

### Шесть случайных ментальных факторов
Шесть случайных или особых ментальных факторов (пакиннака четасика) — это этически изменчивые умственные факторы, которые встречаются только в определённых видах сознания. Это:
- витакка — приложение мысли;
- вичара — изучение;
- адхимокха — решение;
- вирья — энергия;
- пити — восторг;
- чханда — желание (действовать).

### Четырнадцать неблаготворных ментальных факторов
14 неблагоприятных ментальных фактора (акусала четасика) сопровождают неблагоприятные сознания (акусала читта).
- 4 универсальных неблаготворных ментальных фактора (акусаласадхарана):
  - моха — заблуждение;
  - ахирика — отсутствие стыда;
  - аноттапа — игнорирование последствий;
  - уддхачча — беспокойство.
- 3 ментальных фактора группы жадности (лобха):
  - лобха — жадность;
  - диттхи — неправильная точка зрения;
  - мана — тщеславие.
- 4 ментальных фактора группы ненависти (доса):
  - доса — ненависть;
  - исса — зависть;
  - макчарийа — скупость;
  - куккуча — сожаление.
- Прочик неблаготворные психические факторы:
  - тхина — лень;
  - миддха — оцепенение;
  - вичикиччха — сомнение.

По словам Бхиккху Бодхи:
Неблаготворное сознание (акусалачитта) — это сознание, сопровождаемое тем или иным неблаготворным корнем — жадностью, ненавистью и заблуждением. Такое сознание называется нездоровым, потому что оно психически нездорово, морально заслуживает порицания и приводит к болезненным результатам.

### Двадцать пять прекрасных ментальных факторов
25 прекрасных ментальных факторов (собхана четасики) сопровождают благотворное сознание (кусала читта). К ним относятся:
- 19 универсальных прекрасных ментальных факторов (собханасадхарана):
  - саддха — вера;
  - сати — внимательность;
  - хири — стыд совершить злодеяние;
  - оттаппа — забота о последствиях;
  - алобха — отсутствие жадности;
  - адоса — отсутствие ненависти;
  - татрамаджджхаттата — равновесие, нейтралитет ума;
  - каяпассаддхи — спокойствие ментального тела;
  - читтапассаддхи — спокойствие сознания;
  - каялахута — легкость ментального тела;
  - читталахута — легкость сознания;
  - каямудута — податливость/мягкость ментального тела;
  - читтамудута — податливость/мягкость сознания;
  - каякамманнята — владение ментальным телом;
  - читтакамманнята — владение сознанием;
  - каяпагуннята — умелость/мастерство ментального тела;
  - читтапагуннята — умелость/мастерство сознания;
  - кайуджуката — прямолинейность/правильность ментального тела;
  - читтуджуката — прямолинейность/правильность сознания.
- 3 воздержания (вирати):
  - саммавача — правильная речь;
  - саммакамманта — правильное действие;
  - самма-аджива — правильные средства к существованию.
- 2 неизмеримых (аппамання):
  - каруна — сострадание;
  - мудита — сочувственная радость/сорадование.
- Одна способность мудрости (панниндрия):
  - пання — мудрость.

По словам Бхиккху Бодхи:
Благотворное сознание (кусалачитта) — это сознание, сопровождаемое благими корнями: нежадностью или щедростью, нененавистью или любящей добротой, а также незаблуждением или мудростью. Такое сознание психически здорово, морально безупречно и приносит приятные результаты.

## В абхидхарме традиции махаяны
Изучение абхидхармы в традиции махаяна основано на санскритской системе абхидхармы школы сарвастивада. В рамках этой системы «Абхидхарма-самуччая» выделяет пятьдесят один умственный фактор:

### Пять универсальных ментальных факторов
Пять универсальных умственных факторов (сарватрага):
- спарша — контакт, контактное осознавание, чувственное впечатление, прикосновение;
- ведана — чувство, ощущение;
- санджня — восприятие;
- четана — воля, намерение;
- манасикара — внимание.

Эти пять ментальных факторов называются универсальными или вездесущими, поскольку они действуют в любых ситуациях, связанных с умом. Если какой-либо из этих факторов отсутствует, то восприятие объекта является неполным. Например:
- Если нет спарши (контакта), тогда не будет основы для восприятия.
- Если нет веданы (чувства, ощущения), нет и удовольствия от объекта.
- Если нет санджня (восприятия), то особые характеристики объекта не воспринимаются.
- Если нет четаны (воли), то нет устремления к объекту и фиксации на нём.
- Если нет манасикары (внимания), значит, нет удержания объекта[13].

### Пять ментальных факторов, определяющих объект
Пять ментальных факторов (вишаянията), определяющих объект:
1. чханда — желание (действовать), намерение, интерес;
2. адхимокша — решение, интерес, твердое убеждение;
3. смрити — внимательность;
4. праджня — мудрость;
5. самадхи — сосредоточение.

Каждый из этих факторов определяет характеристику объекта. Когда они устойчивы, есть определённость в отношении каждого объекта.

### Одиннадцать добродетельных ментальных факторов
Одиннадцать добродетельных (кушала) умственных факторов:
1. шраддха — вера;
2. хри — самоуважение, сознательность, чувство стыда;
3. апатрапья — приличия, забота о последствиях;
4. алобха — непривязанность;
5. адвеша — неагрессия, невозмутимость, отсутствие ненависти;
6. амоха — отсутствие неясности/путаницы;
7. вирья — трудолюбие, усилие;
8. прашрабдхи — податливость;
9. апрамада — сознательность;
10. упекша — невозмутимость;
11. ахимса — безвредность.

### Шесть коренных нездоровых факторов
Шесть коренных нездоровых факторов (мулаклеша):
1. рага — привязанность;
2. пратигха — гнев;
3. авидья — невежество;
4. мана — гордыня, самомнение;
5. вичикитша — сомнение;
6. дришти — неправильное воззрение.

### Двадцать вторичных нездоровых факторов
Двадцать вторичных нездоровых факторов (упаклеша):
1. кродха — ярость, бешенство;
2. упанаха — обида;
3. мракша — сокрытие, лукавство-сокрытие;
4. прадаша — злоба;
5. иршья — зависть, ревность;
6. матсарья — скупость, жадность, скупердяйство;
7. майа — притворство, обман;
8. асатхья — лицемерие, нечестность;
9. мада — увлечение, душевное раздувание, самоудовлетворение;
10. вихимса — злоба, враждебность, жестокость, намерение причинить вред;
11. ахрикья — отсутствие стыда, отсутствие совести, бесстыдство;
12. анапатрапья — отсутствие приличия, пренебрежение, бесстыдство;
13. стьяна — вялость, мрачность;
14. ауддхатья — возбуждение, неистовство;
15. ашраддхйа — недостаток веры, недостаток доверия;
16. каушидйа — лень, праздность;
17. прамада — невнимательность, беспечность, безразличие;
18. мунитасмритита — забвение;
19. асаṃпраджанийа — отсутствие бдительности, невнимательность;
20. викшепа — рассеянность, уныние.

### Четыре изменчивых ментальных фактора
Четыре изменчивых ментальных фактора (анията):
1. каукритья — сожаление, беспокойство;
2. миддха — сон, сонливость;
3. витарка—- концепция, отбор, исследование;
4. вичара — проницательность, рассудительность, анализ.

## Альтернативные переводы
В англоязычных переводах встречаются следующие альтернативные версии термина четасика:
- Психические факторы (Геше Таши Церинг, Джеффри Хопкинс, Бхиккху Бодхи, NKG Mendis);
- Психические события (Герберт Гюнтер);
- Психические состояния (Эрик Пема Кунзанг, Нарада Тхера);
- Сопутствующие компоненты сознания (Бхиккху Бодхи);
- Вспомогательная осознанность (Александр Берзин).